# جون سبايك
جون سبايك (بالإنجليزية: John Spike)‏ هو صحفي ومؤرخ أمريكي، ولد في 8 نوفمبر 1951 في نيويورك في الولايات المتحدة.

## وصلات خارجية
- الموقع الرسمي